# Donald Currie

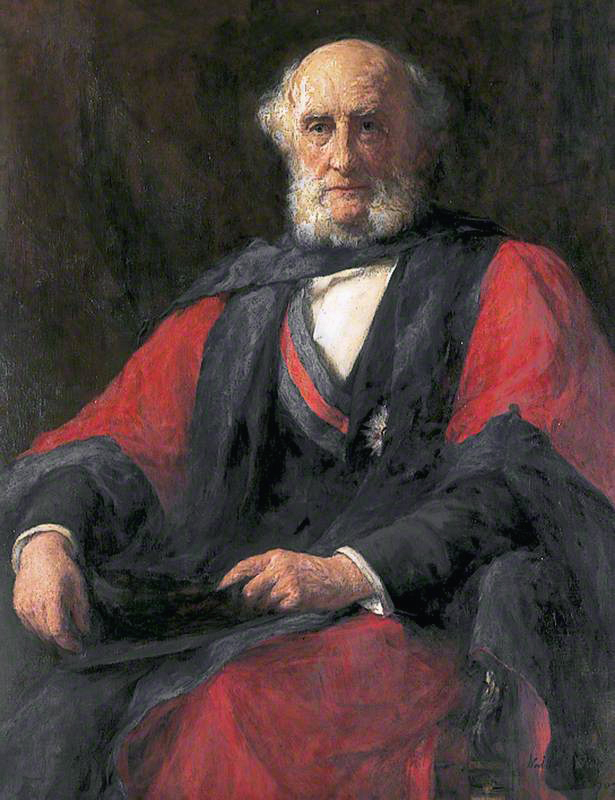
Porträt von Walter William Ouless

Donald Currie (* 17. September 1825 in Greenock, Schottland; † 13. April 1909 in Sidmouth) war ein britischer Schiffseigner und Politiker.

## Leben und Wirken
Donald Currie wurde nach Besuch der Belfast Royal Academy und Royal Belfast Academical Institution früh im Büro eines dortigen Schiffseigners beschäftigt. Im Alter von 18 Jahren ging er nach Liverpool, wo ihm ein Partner der neugegründeten Cunard Line einen Posten verschaffte. Er wurde Agent in Havre und Paris, wo er Frachtverkehr nach Amerika vermittelte. Nach seiner Rückkehr ins Liverpooler Haupthaus 1856 bekleidete er dort einen hohen Posten.
1862 gründete er sein eigenes Unternehmen, Castle Shipping Line, das nach Calcutta segelte. Zwei Jahre später zog er damit nach London.
1872 schien ihm die Entwicklung der Kapkolonie es zu rechtfertigen, eine Dampferlinie nach Südafrika einzurichten. Der befreundete Premierminister John Charles Molteno verwehrte ihm ein Monopol, so dass er im Postverkehr mit der Union Steam Ship Company konkurrieren musste. 1876 gründete er die Castle Mail Packets Company, die 1900 mit dem Konkurrenten zur Union-Castle Line fusionierte.
In Südafrika war er an den Verhandlungen in einem Rechtsstreit über die Eigentumsverhältnisse des Kimberley Diamanten-Feldes beteiligt. 1877/1879 leitete er die Transvaal Abordnungen, die gegen die Annexion protestierten. Nach der Schlacht bei Isandhlwana (1879), in der die britische Abteilung aufgerieben wurde, war es ein Schiff seiner Union-Castle Line, das die Information über die Niederlage zur karibischen Insel St. Vincent brachte, von wo aus ein Telegramm nach London aufgegeben werden konnte, mit dem Currie die Information der Regierung überbrachte. Er einigte sich mit der Admiralität, dass diese seine Schnelldampfer als bewaffnete Kreuzer verwendete.
Als Mitglied der Liberal Party zog er für Perthshire ins Parlament, konnte sich jedoch über die Home Rule nicht einigen. 1885 bis 1890 vertrat er als Liberaler Unionist West Perthshire.
Als das British Rugby Team in seiner Begleitung auf der Jungfernfahrt der Dunottar Castle nach Südafrika reiste, stiftete er einen Goldpokal für den Currie Cup. 1892 gründete er in Essex den ersten Fußballverein Old Castle Swifts F.C., der sich jedoch auflöste, als er im März 1895 seine finanzielle Unterstützung einstellte.
In den 1890er Jahren stieg er ins Hotelgeschäft. 1893 eröffnete er in Kapstadts Strand Street das The Grand. Emil Cathrein wurde sein Hoteldirektor. Als er 1899 das Mount Nelson Hotel in Gardens eröffnete, wurde es ein halbes Jahr später, bei Ausbruch des Krieges, vom Militär als Hauptquartier auserkoren. Nachdem er 1885 Glenlyon Estate in Glen Lyon erworben hatte, ließ er dort in der schottischen Grafschaft Perthshire von Architekt James MacLaren das Dorf Fortingall grundlegend neugestalten.